# کوپاووگور
کوپاووگور (Kópavogur) دومین شهر بزرگ ایسلند است که ۳۰٬۷۷۹ نفر جمعیت دارد. این شهر در جنوب ریکیاویک، پایتخت کشور قرار گرفته‌است و معنای تحت‌اللفظی آن خلیج محل زادوولد فک‌ها است.